# BK Racing
BK Racing fue un equipo de carreras de autos stock profesional estadounidense que participó en la Monster Energy NASCAR Cup Series de 2012 a 2018. Recientemente, presentó el Toyota Camry y Ford Fusion N.º 23 para JJ Yeley, Gray Gaulding y otros conductores. En 2018, el equipo estuvo involucrado en un caso judicial que involucró al propietario del equipo Ron Devine y Union Bank & Trust Company por préstamos pendientes. En agosto de ese año, después de ser entregado a un fideicomisario que supervisaba las operaciones del equipo, BK Racing fue liquidado y los activos fueron a Front Row Motorsports. Sin embargo, BK Racing todavía presentó un automóvil hasta el final de la temporada 2018, con la ayuda de Front Row Motorsports y NY Racing Team.

## Propiedad y patrocinio
BK Racing era propiedad de un par de inversores que anteriormente participaban en la propiedad del equipo TRG Motorsports Sprint Cup Series, que cerró después de la temporada 2011. El propietario de la franquicia de Burger King, Ron Devine, y el productor de tomates Wayne Press se unieron a Thomas Uberall, ex director de carrera del Red Bull Racing Team, para adquirir los activos y la tienda de carreras de la antigua operación de Red Bull, que también cerró después de la temporada 2011, por alrededor de $ 10 millones.
Al igual que el propietario de Front Row Motorsports , Bob Jenkins, las muchas franquicias de Burger King del propietario principal Devine le permiten anunciar la marca en los autos cuando no hay un patrocinador externo.  Antes de las 500 Millas de Daytona de 2012, Burger King anunció un "acuerdo de licencia" con el equipo, autenticando los esquemas de pintura de los modelos 83 y 93 y el uso de los logotipos de la compañía. , aunque no está claro si la empresa y / o el franquiciado Devine financia al equipo. Según un artículo de Autoweek de 2013 , la asociación se limita al acuerdo de licencia, y Burger King no patrocina al equipo.  La asociación con Burger King incluye la marca de Dr Pepper, un refresco que se sirve en los restaurantes Burger King. Dr Pepper ha aparecido como el patrocinador principal del equipo en varias ocasiones (típicamente el auto 93), y se expandió a un auto 23 recientemente renumerado para 2014 (lo que significa los 23 sabores de la bebida). 
En mayo de 2014, el equipo se expandió a tres autos y agregó otro propietario e inversionista en Anthony Marlowe , quien compró una participación del diez por ciento en el equipo. Anteriormente socio de Swan Racing, recientemente salido, Marlowe fundó la empresa de subcontratación TMone, y actualmente es el socio gerente de Iowa City Capital Partners y su subsidiaria Marlowe Companies Inc.  Después En la temporada 2015, Marlowe inició el proceso de venta de su participación en el equipo.
El equipo usó motores de Triad Racing Technologies al inicio.  En 2014, el equipo inició un programa de motor interno mientras usaba motores Triad en ocasiones. Para 2016, el equipo compró equipos de Michael Waltrip Racing, recientemente cerrado , y contrató a varios ex empleados de MWR, con un mayor apoyo del fabricante por parte de Toyota.
El equipo operaba desde una instalación en Charlotte, Carolina del Norte, que albergaba al ex equipo BAM Racing de la Cup Series y fue la base de GMS Racing hasta 2015.
En agosto de 2018, el equipo fue liquidado y la mayor parte del equipo se fue a Front Row Motorsports (FRM), otros equipos como Obaika Racing y Rick Ware Racing recibieron parte de los activos del equipo. La oferta de FRM de US $ 2,08 millones superó la oferta de GMS Racing de US $ 1,8 millones durante la subasta de quiebra. Front Row Motorsports compró previamente una carta de BK Racing después de la temporada 2016 por US $ 2 millones, que actualmente es objeto de una demanda por parte de Union Bank & Trust Company , que afirma ser la propietaria de la carta debido a un gravamen que el banco afirma que sí cuando se vendió la carta.

## Historia del coche n. ° 23

#### Travis Kvapil (2012-2013)
Lo que ahora es el 23 comenzó como el 93, con David Reutimann conduciendo en las 500 Millas de Daytona de 2012 . Travis Kvapil se hizo cargo del N.º 93 después de Daytona y el resto de la temporada 2012,  con la excepción de una carrera en Darlington donde Reutimann regresó al 93, mientras que Kvapil corrió una tercera entrada N.º 73. El 93 terminó 28º en la clasificación de propietarios,  y Kvapil finalizó 27º en la clasificación de pilotos.  Kvapil regresó al 93 durante toda la temporada 2013 en un nuevo esquema azul (el 83 tenía un auto rojo, los dos colores primarios del logo de Burger King), con Todd Anderson regresando como jefe de equipo.  Antes de la segunda carrera de Charlotte en octubre, Kvapil fue arrestado por una disputa doméstica con su esposa. A Kvapil finalmente se le permitió conducir en Charlotte.  En general, Kvapil retrocedió al 31.º en puntos,  mientras que el 93 cayó al 34º en puntos de propietario.

#### Alex Bowman (2014)

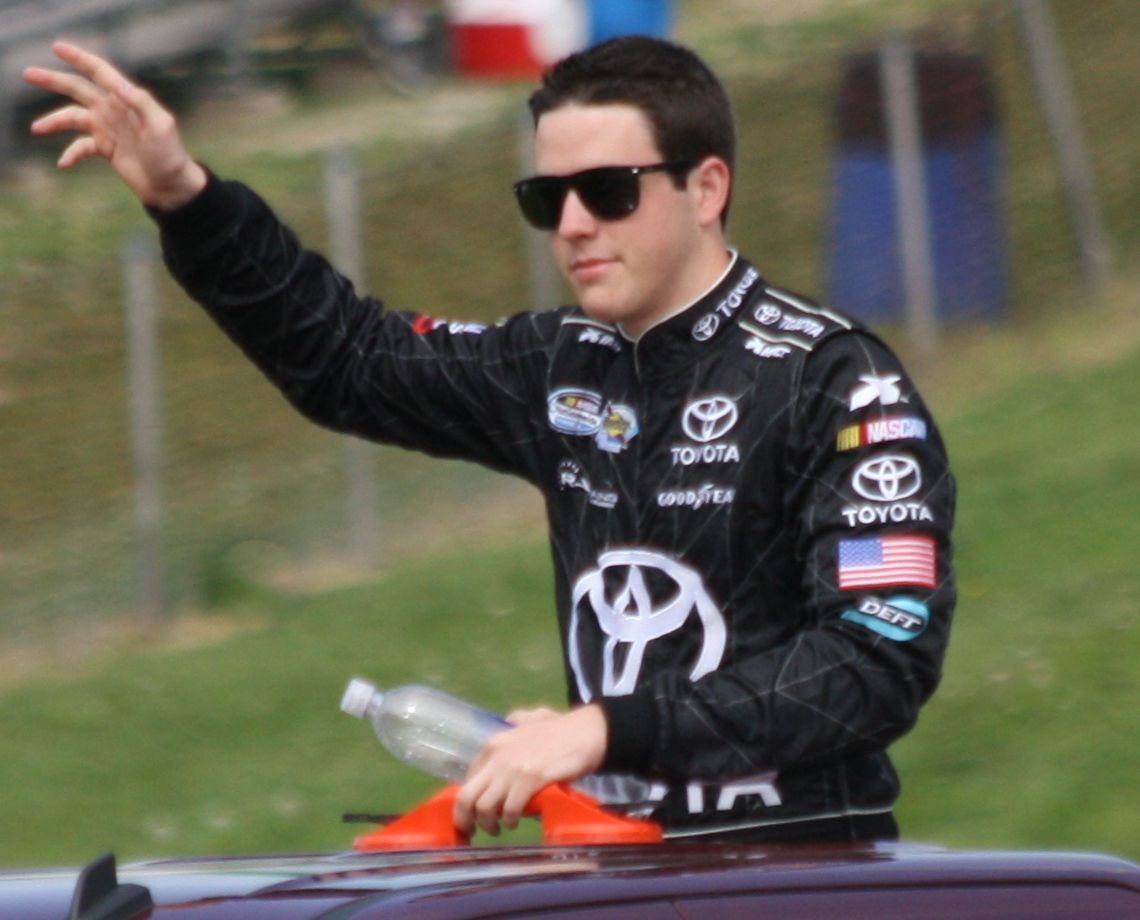
Alex Bowman fue contratado para conducir el auto 23 en 2014.

Para 2014, el prometedor Ryan Truex probó el N.º 93 en Daytona.  Truex terminaría en el 83, y su compañero Alex Bowman (que había probado el 83) se haría cargo del renumerado N ° 23 para postularse como Novato del Año. Dr Pepper se convirtió en el patrocinador principal a tiempo completo del automóvil, el N.º 23 se aplica a los 23 sabores originales del refresco.  Cuando el 83 de Truex se perdió las 500 Millas de Daytona, su patrocinador Borla Exhaust pasó al 23, que Bowman condujo hasta un sólido puesto 23 en su debut en la Copa Sprint.  Dustless Blasting, con sede en Houston, pasó a patrocinar a Bowman en Watkins Glen y en la segunda carrera de Talladega .  En octubre, DipYourCar.com, un minorista de productos de acabado automotriz Plasti Dip , firmó para patrocinar los autos 23 y 83 en Martinsville y Homestead .  Ambos coches promocionarían la película Dumb and Dumber To en Phoenix en noviembre, con el coche 23 de Bowman con la cara del personaje de Jim Carrey Lloyd Christmas.  Bowman terminó en 2014 en el lugar 35 en los puntos de piloto,  mientras que el N.º 23 volvió a caer al 36 en los puntos de propietario.

#### JJ Yeley (2015)

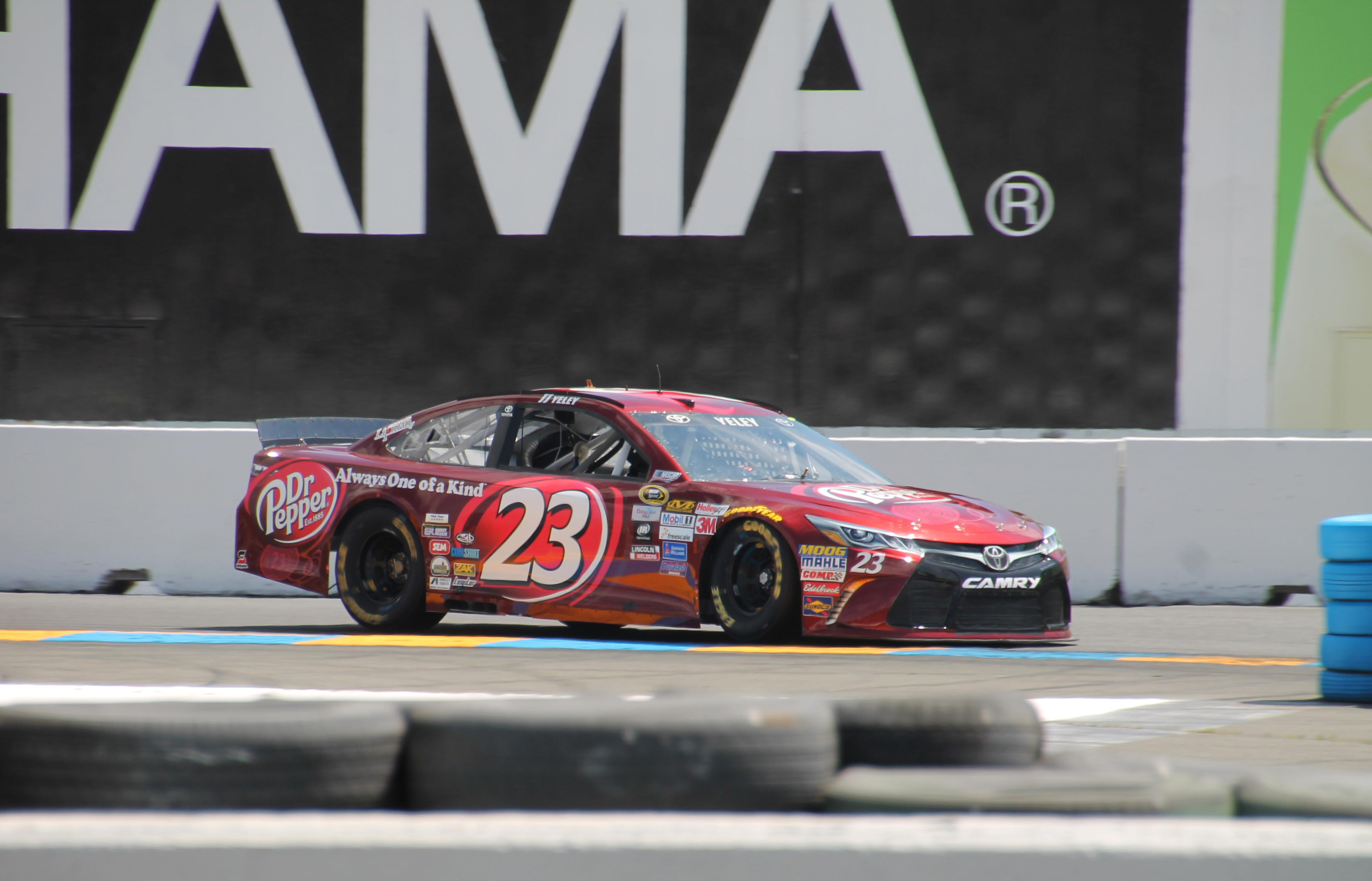
JJ Yeley en Sonoma en 2015.

El 27 de enero de 2015, se anunció que JJ Yeley , quien había sido el piloto interino del N.º 83 luego del lanzamiento de Ryan Truex a fines de 2014, se uniría al equipo a tiempo completo. Posteriormente se reveló que Yeley conduciría el N.º 23, con Bowman partiendo hacia Tommy Baldwin Racing.  En Richmond en abril, Yeley cedió su asiento a su compañero de equipo Jeb Burton después de que Burton no calificara su auto 26 patrocinado por ESTES .  En agosto, antes de la carrera de otoño en Darlington, se anunció que Yeley y Burton cambiarían de viaje de forma permanente. También para Darlington, el equipo reveló un esquema retro para honrar al padre de Burton, Ward , con el Toyota patrocinado por ESTES replicando los autos de Caterpillar Inc. que Ward condujo para Bill Davis Racing.  Después de hacer sus primeros siete intentos en el N.º 23, Burton no pudo calificar en Talladega; esta es la primera vez que el N.º 23 no se clasifica. Burton se clasificaría para las próximas tres carreras antes de perderse la carrera nuevamente en el final de temporada en Homestead-Miami. Burton terminaría la temporada 38.ª en los puntos de piloto  y tercero en la clasificación de Novato del Año,  mientras que el N.º 23 se deslizó una vez más al 40.º lugar en los puntos de propietario.

#### David Ragan (2016)
Yeley y Burton fueron liberados del equipo a fines de 2015. El 25 de enero de 2016, el equipo anunció que David Ragan se haría cargo del N.º 23 a tiempo completo en 2016.  Ragan fue patrocinado por Dr Pepper fuera del Toyota Owners 400 en Richmond, donde fue patrocinado por Sweet Frog, y el Pennsylvania 400 en Pocono, donde fue patrocinado por USA Network para promover las próximas transmisiones de NASCAR de la cadena mientras NBC transmite los Juegos Olímpicos de Verano. El contrato de Ragan con BK no se renovó después de la temporada 2016. 

#### Varios conductores (2017-2018)

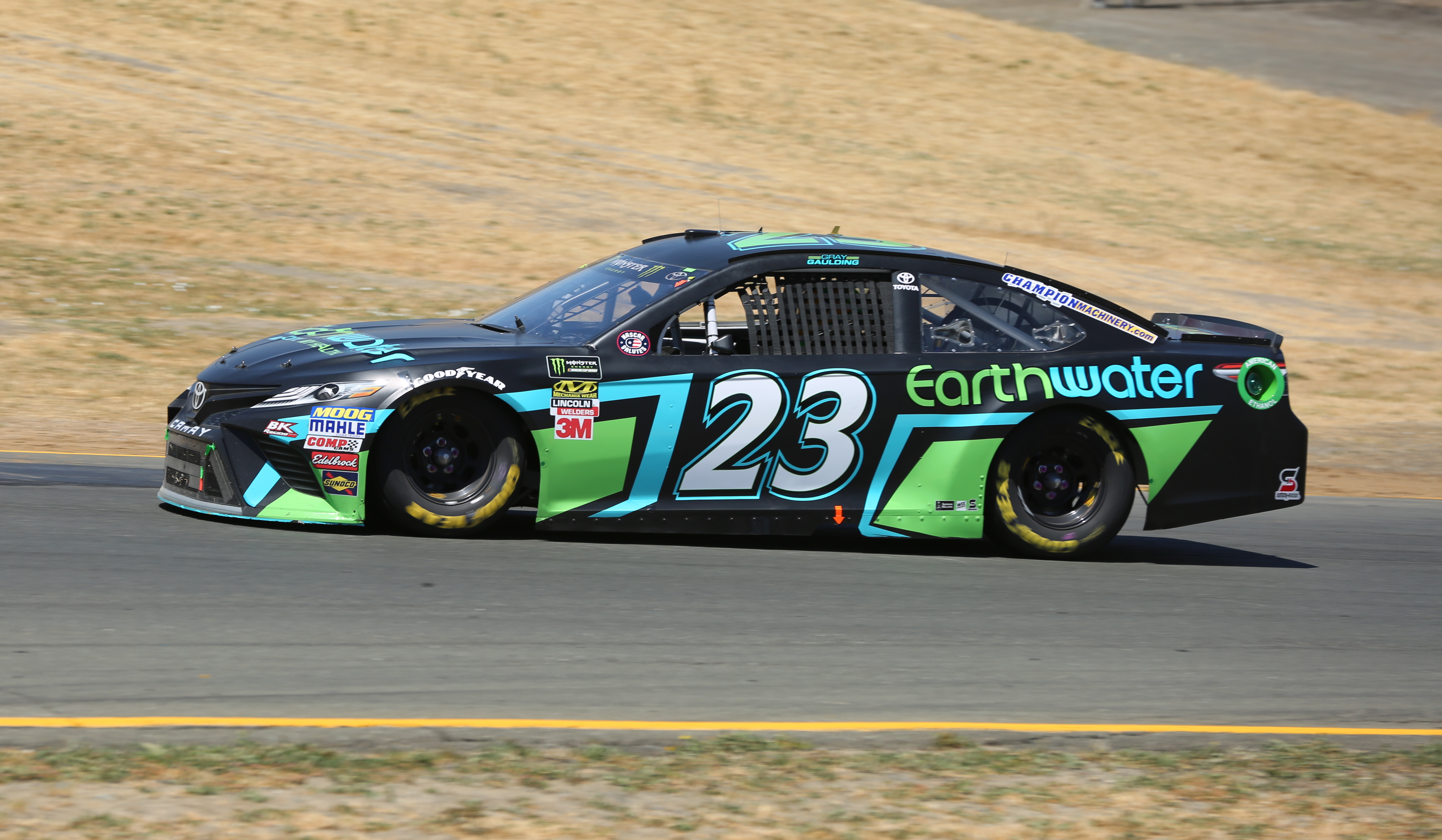
Gray Gaulding en el N.º 23 en Sonoma Raceway en 2018

En 2017, Joey Gase se unió al equipo N.º 23 durante tres carreras comenzando en las 500 Millas de Daytona. Gray Gaulding fue anunciado más tarde como el conductor del auto para las otras 33 carreras, postulando al Novato del Año.  Gaulding correrá algunas carreras en la 83. La única carrera que no corrió fue la Daytona 500, ya que NASCAR no lo aprobaría debido a la falta de experiencia en supervelocidad. Más adelante en la temporada, Ryan Sieg se unió al equipo en Michigan International Speedway en junio, y el piloto de NASCAR Whelen Euro Series , Alon Day, se unió al equipo para hacer su debut en la Cup Series en Sonoma Raceway. En junio, Gaulding fue despedido del equipo debido a problemas financieros, aunque regresó a BK por Darlington pero en el equipo N ° 83. El 22 de septiembre, Day regresó al auto N.º 23 en Richmond Raceway.
El equipo N.º 23 corrió la temporada 2018 con Gaulding, Yeley, Gase, Day, Blake Jones y Spencer Gallagher. Al mismo tiempo, el equipo se acogió al Capítulo 11 de la bancarrota y el propietario del equipo, Ron Devine, fue despojado de la propiedad a favor de un fideicomisario. El # 23 se convirtió en un equipo de un solo auto dirigido por el fideicomisario que formó una asociación con el NY Racing Team para seguir alineando el # 23 a medida que avanzaba la temporada 2018. Finalmente, el # 23 se vendió en una subasta de quiebra a Front Row Motorsports y el piloto principal durante el resto de la temporada se convirtió en JJ Yeley, el piloto normal de NY Racing. En 1000Bulbs.com 500 en Talladega , el equipo cambió al Ford Fusion para la carrera. El equipo volvió a Toyota en el Hollywood Casino 400 en Kansas . Para su última carrera en el Ford EcoBoost 400 en Homestead , el equipo volvió una vez más al Fusion con Yeley al volante.
El n. ° 23 no regresó a la Copa en 2019, y Front Row Motorsports lo renumeró al n. ° 36, con el piloto Matt Tifft . Al mismo tiempo, Front Row puso fin a su asociación con NY Racing Team y JJ Yeley.

#### Resultados del auto n. ° 23
| Año                                      | Piloto            | N.º | Fabricante | 1     | 2     | 3     | 4     | 5     | 6     | 7     | 8     | 9     | 10    | 11    | 12    | 13    | 14    | 15    | 16    | 17    | 18    | 19    | 20    | 21    | 22    | 23    | 24    | 25    | 26    | 27    | 28    | 29    | 30    | 31    | 32     | 33    | 34    | 35    | 36     | Owners | Pts |
| ---------------------------------------- | ----------------- | --- | ---------- | ----- | ----- | ----- | ----- | ----- | ----- | ----- | ----- | ----- | ----- | ----- | ----- | ----- | ----- | ----- | ----- | ----- | ----- | ----- | ----- | ----- | ----- | ----- | ----- | ----- | ----- | ----- | ----- | ----- | ----- | ----- | ------ | ----- | ----- | ----- | ------ | ------ | --- |
| 2012                                     | David Reutimann   | 93  | Toyota     | DAY26 |       |       |       |       |       |       |       |       |       | DAR36 |       |       |       |       |       |       |       |       |       |       |       |       |       |       |       |       |       |       |       |       |        |       |       |       |        | 28th   | 644 |
| 2012                                     | Travis Kvapil     | 93  | Toyota     |       | PHO19 | LVS39 | BRI27 | CAL29 | MAR27 | TEX38 | KAN25 | RCH30 | TAL16 |       | CLT29 | DOV23 | POC26 | MCH26 | SON36 | KEN17 | DAY16 | NHA30 | IND37 | POC25 | GLN24 | MCH15 | BRI18 | ATL26 | RCH27 | CHI31 | NHA31 | DOV29 | TAL8  | CLT25 | KAN17  | MAR31 | TEX23 | PHO20 | HOM26  | 28th   | 644 |
| 2013                                     | Travis Kvapil     | 93  | Toyota     | DAY25 | PHO29 | LVS39 | BRI38 | CAL34 | MAR39 | TEX22 | KAN36 | RCH37 | TAL38 | DAR23 | CLT40 | DOV39 | POC20 | MCH27 | SON17 | KEN42 | DAY18 | NHA38 | IND31 | POC26 | GLN40 | MCH28 | BRI16 | ATL27 | RCH28 | CHI24 | NHA28 | DOV31 | KAN26 | CLT35 | TAL19  | MAR24 | TEX32 | PHO41 | HOM37  | 34th   | 496 |
| 2014                                     | Alex Bowman       | 23  | Toyota     | DAY23 | PHO41 | LVS37 | BRI32 | CAL22 | MAR36 | TEX32 | DAR29 | RCH28 | TAL28 | KAN35 | CLT33 | DOV40 | POC31 | MCH40 | SON29 | KEN36 | DAY13 | NHA31 | IND40 | POC31 | GLN36 | MCH26 | BRI32 | ATL35 | RCH38 | CHI35 | NHA28 | DOV34 | KAN32 | CLT30 | TAL43  | MAR29 | TEX42 | PHO32 | HOM33  | 36th   | 412 |
| 2015                                     | J.J. Yeley        | 23  | Toyota     | DAY40 | ATL34 | LVS36 | PHO31 | CAL37 | MAR26 | TEX43 | BRI32 | RCHQL | TAL14 | KAN37 | CLT38 | DOV29 | POC36 | MCH38 | SON41 | DAY33 | KEN39 | NHA43 | IND39 | POC30 | GLN30 | MCH38 | BRI34 |       |       |       |       |       |       |       |        |       |       |       |        | 40th   | 302 |
| 2015                                     | Jeb Burton        | 23  | Toyota     |       |       |       |       |       |       |       |       | RCH38 |       |       |       |       |       |       |       |       |       |       |       |       |       |       |       | DAR31 | RCH39 | CHI38 | NHA33 | DOV43 | CLT41 | KAN37 | TALDNQ | MAR27 | TEX32 | PHO39 | HOMDNQ | 40th   | 302 |
| 2016                                     | David Ragan       | 23  | Toyota     | DAY29 | ATL32 | LVS32 | PHO24 | CAL22 | MAR21 | TEX33 | BRI39 | RCH23 | TAL34 | KAN29 | DOV17 | CLT31 | POC23 | MCH22 | SON32 | DAY16 | KEN22 | NHA30 | IND37 | POC32 | GLN33 | BRI21 | MCH29 | DAR21 | RCH34 | CHI35 | NHA32 | DOV30 | CLT23 | KAN36 | TAL24  | MAR37 | TEX33 | PHO31 | HOM29  | 34th   | 455 |
| 2017                                     | Joey Gase         | 23  | Toyota     | DAY23 |       |       |       |       |       |       |       |       |       |       |       |       |       |       |       |       | KEN36 |       |       |       |       |       | BRI34 |       |       |       |       |       |       | TAL32 |        |       |       |       |        | 35th   | 230 |
| 2017                                     | Gray Gaulding     | 23  | Toyota     |       | ATL37 | LVS34 | PHO36 | CAL37 | MAR29 | TEX34 | BRI29 | RCH31 | TAL20 | KAN34 | CLT27 | DOV24 | POC29 |       |       |       |       |       |       |       |       |       |       |       | RCH35 |       |       |       |       |       |        |       |       |       |        | 35th   | 230 |
| 2017                                     | Ryan Sieg         | 23  | Toyota     |       |       |       |       |       |       |       |       |       |       |       |       |       |       | MCH33 |       |       |       |       |       |       |       |       |       |       |       |       |       |       |       |       |        |       |       |       |        | 35th   | 230 |
| 2017                                     | Alon Day          | 23  | Toyota     |       |       |       |       |       |       |       |       |       |       |       |       |       |       |       | SON32 |       |       |       |       |       |       |       |       |       |       |       |       |       |       |       |        |       |       |       |        | 35th   | 230 |
| 2017                                     | Corey LaJoie      | 23  | Toyota     |       |       |       |       |       |       |       |       |       |       |       |       |       |       |       |       | DAY11 |       | NHA31 | IND40 | POC25 | GLN33 | MCH31 |       | DAR28 |       | CHI36 | NHA27 | DOV34 | CLT28 |       | KAN27  | MAR33 | TEX39 | PHO31 | HOM31  | 35th   | 230 |
| 2018                                     | Gray Gaulding     | 23  | Toyota     | DAY20 | ATL36 | LVS33 | PHO34 | CAL32 | MAR36 | TEX20 | BRI31 | RCH35 | TAL24 | DOV30 | KAN29 | CLT31 | POC33 | MCH31 | SON30 | CHI31 |       |       |       |       |       |       |       |       |       |       |       |       |       |       |        |       |       |       |        | 35th   | 229 |
| 2018                                     | Blake Jones       | 23  | Toyota     |       |       |       |       |       |       |       |       |       |       |       |       |       |       |       |       |       |       |       | NHA33 |       |       | MCH30 | BRI27 |       |       |       |       |       |       |       |        |       |       |       |        | 35th   | 229 |
| 2018                                     | Spencer Gallagher | 23  | Toyota     |       |       |       |       |       |       |       |       |       |       |       |       |       |       |       |       |       |       |       |       |       | GLN35 |       |       |       |       |       |       |       |       |       |        |       |       |       |        | 35th   | 229 |
| 2018                                     | Joey Gase         | 23  | Toyota     |       |       |       |       |       |       |       |       |       |       |       |       |       |       |       |       |       |       |       |       |       |       |       |       | DAR40 |       |       |       |       |       |       |        |       |       |       |        | 35th   | 229 |
| 2018                                     | Alon Day          | 23  | Toyota     |       |       |       |       |       |       |       |       |       |       |       |       |       |       |       |       |       |       |       |       |       |       |       |       |       |       |       | RCH38 |       |       |       |        |       |       |       |        | 35th   | 229 |
| 2018                                     | J. J. Yeley       | 23  | Toyota     |       |       |       |       |       |       |       |       |       |       |       |       |       |       |       |       |       | DAY18 | KEN39 |       | POC28 |       |       |       |       | IND29 | LVS17 |       | CLT28 | DOV32 |       | KAN31  | MAR31 | TEX36 | PHO38 |        | 35th   | 229 |
| 2018                                     | J. J. Yeley       | 23  | Ford       |       |       |       |       |       |       |       |       |       |       |       |       |       |       |       |       |       |       |       |       |       |       |       |       |       |       |       |       |       |       | TAL36 |        |       |       |       | HOM32  | 35th   | 229 |
| ‡ - Qualified but replaced by Jeb Burton |                   |     |            |       |       |       |       |       |       |       |       |       |       |       |       |       |       |       |       |       |       |       |       |       |       |       |       |       |       |       |       |       |       |       |        |       |       |       |        |        |     |

## Historia del coche n. ° 26
Más información: Swan Racing

#### Cole Whitt (2014)

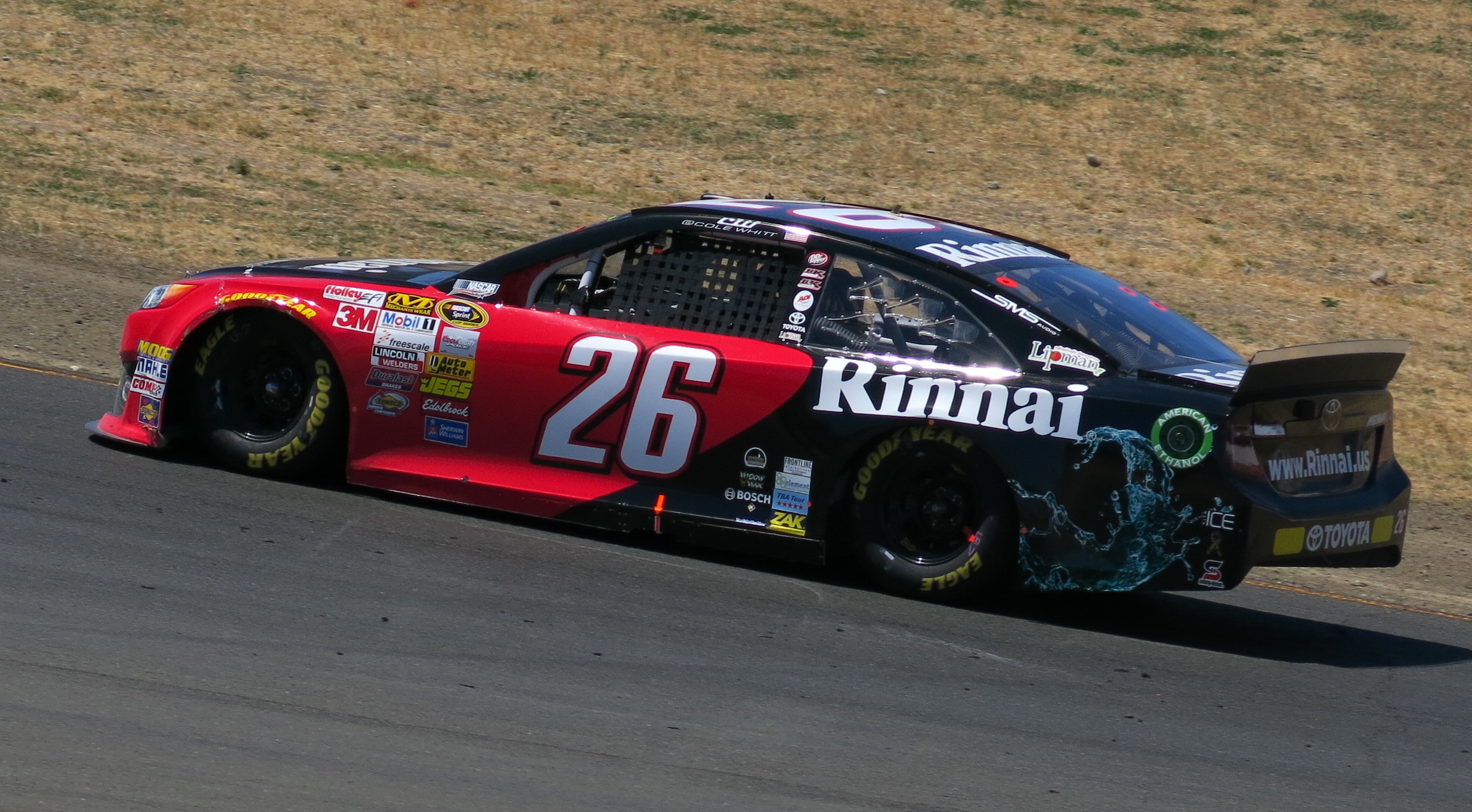
Cole Whitt en el N.º 26 en Sonoma Raceway en 2014

El 23 de abril de 2014, durante una pausa de dos semanas entre las carreras de primavera de Darlington y Richmond, se anunció que Anthony Marlowe había adquirido el equipo N.º 26 de Swan Racing y fusionó su propiedad con BK Racing. El piloto del equipo 26, Cole Whitt, fue transferido en la transacción, con Marlowe como propietario en el N.º 26.  El equipo heredó el patrocinio del Speed Stick GEAR de Swan Racing , y la compañía procedió a extender su patrocinio para seis carreras adicionales comenzando en Coca-Cola 600. Patrocinadores adicionales (que estaban ausentes cuando Whitt y Marlowe estaban con Swan Racing), llegaron carrera por carrera, dejando solo dos carreras para llenar con los logotipos de Burger King. Scorpyd Crossbows se unió al equipo en sus dos primeras carreras bajo el BK Banner.  Iowa Chop House se asoció con el equipo de Kansas.  Rinnai Water Heaters pasó a patrocinar al equipo en Sonoma,  luego regresó para Atlanta Motor Speedway y Loudon.  Scorpion Window Film patrocinó el automóvil en Daytona en julio. Axxess Pharma y su marca TapouT Muscle Recovery se inscribieron para múltiples carreras en junio, comenzando con la primera carrera de New Hampshire .  Iowa City Capital Partners de Anthony Marlowe subió para respaldar el auto en Michigan y Chicagoland. En Watkins Glen, la bodega local de Nueva York Bully Hill Vineyards patrocinó el 26.  Un fuerte corredor de autódromos, Whitt calificó un sólido 18 y estaba corriendo en el 19 cuando sus frenos fallaron al entrar en la curva 1, enviándolo a la distante barrera de neumáticos de una manera inquietantemente similar a la notoria caída de la Serie Busch de Jimmie Johnson en 2000.
En Richmond en septiembre, Standard Plumbing Company firmó como patrocinador. Uponor patrocinaría las carreras de otoño en Dover y Martinsville, la última de las cuales resultó en un puesto 18. Moen estaba en el auto para la segunda carrera de Kansas. En Talladega, con el patrocinio de Bad Boy Mowers, Whitt lideró su primera vuelta en la competencia de la Copa Sprint después de permanecer bajo bandera amarilla. Continuaría logrando el mejor resultado de su carrera, el 15 ° en la carrera. Fuelxx estaba en el capó para la penúltima carrera en Phoenix, desafortunadamente Whitt se vería atrapado en un accidente a mitad de carrera después de una falla de piezas anterior. Whitt y el N.º 26 terminaron la temporada 31 en puntos tanto de piloto como de propietario.  Whitt no regresó al N.º 26 para la temporada 2015,  moviéndose al N.º 35 en Front Row Motorsports.

#### Jeb Burton (2015)

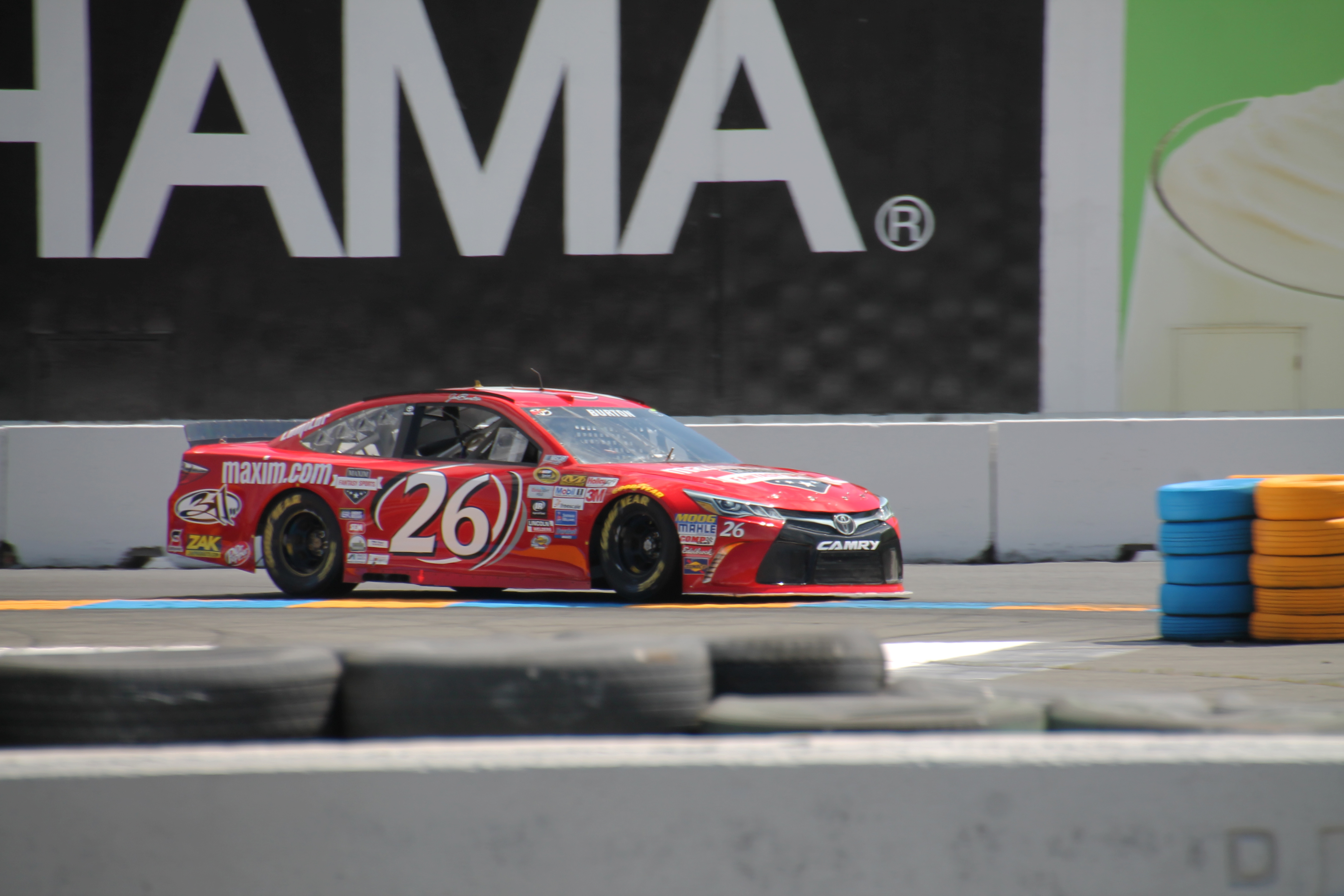
Jeb Burton en Sonoma en 2015.

El 8 de febrero de 2015, el equipo anunció que el expiloto de la Camping World Truck Series, Jeb Burton, sería el reemplazo de Whitt y competiría por el premio al Novato del Año de la serie.  Burton no pudo calificar para las 500 Millas de Daytona después de estar involucrado en un accidente durante su carrera de calificación de Budweiser Duel .  Burton se clasificaría para las siguientes cinco carreras después, antes de no clasificarse en el Texas Motor Speedway. Poco después, Estes Express Lines, que había patrocinado a Burton en ThorSport Racing en la Serie de Camionetas, anunció que patrocinaría el N.º 26 comenzando en Richmond. Cuando no pudo calificar en Richmond en abril, Burton y Estes se trasladaron al 23 para una carrera, suplantando a JJ Yeley y al patrocinador habitual de BK, Maxim Fantasy Sports.  Burton no se clasificó en siete de las primeras 24 carreras en 2015, lo que llevó al equipo a ponerlo en el auto 23 (que fue más alto en puntos de propietario) por el resto de la temporada comenzando en Darlington. Yeley se haría cargo de la 26. En su primera carrera en la 26, necesitando calificar por velocidad, Yeley pudo correr 36º para entrar en el campo. Terminó 34º. Después de que Yeley corriera en Richmond y Chicagoland, clasificando para ambas carreras, Josh Wise intervino para una sola carrera en New Hampshire, debido a las tareas de conducción de Yeley con JGL Racing en la Xfinity Series . Yeley regresó a Dover. En Charlotte, al ser requerido para calificar en velocidad por primera vez desde Darlington, Yeley pudo una vez más entrar al campo, esta vez en el lugar 35. Yeley también se clasificó por velocidad en Kansas y Talladega, siendo este último su mejor comienzo en el N.º 26, en el lugar 30. En última instancia, el N.º 26 no se perdería una carrera en el último tercio de la temporada,  pero aun así cayó al 43.er lugar en los puntos de propietario;  Yeley no era elegible para los puntos de piloto en la Sprint Cup Series como había declarado para la Xfinity Series a principios de año.
Burton y Yeley fueron liberados de BK Racing a finales de 2015. Según los informes, el equipo solo es elegible para dos puestos de salida garantizados bajo una revisión propuesta al sistema de clasificación de NASCAR, y con Marlowe desinvirtiéndose del equipo, el N.º 26 cesó sus operaciones a tiempo completo.

#### Carrera final (2016)
El auto N.º 26 regresó para las 500 Millas de Daytona del 2016 con Robert Richardson Jr. al volante, con el patrocinio de StalkIt. Después de que DiBenedetto corriera con el N.º 93 en los Can-Am Duels, Richardson pudo calificar en velocidad, comenzando 40.º en la carrera. Sin embargo, sufrió una falla en el motor y terminó 38.º.

#### Resultados del auto n. ° 26
| Año  | Piloto                | N.º | Fabricante | 1      | 2     | 3     | 4     | 5     | 6     | 7      | 8     | 9      | 10     | 11    | 12     | 13    | 14    | 15    | 16    | 17    | 18    | 19    | 20     | 21    | 22    | 23    | 24     | 25    | 26    |       | 28    |       | 30    |       |       |       |       |       |       | Owners | Pts |
| ---- | --------------------- | --- | ---------- | ------ | ----- | ----- | ----- | ----- | ----- | ------ | ----- | ------ | ------ | ----- | ------ | ----- | ----- | ----- | ----- | ----- | ----- | ----- | ------ | ----- | ----- | ----- | ------ | ----- | ----- | ----- | ----- | ----- | ----- | ----- | ----- | ----- | ----- | ----- | ----- | ------ | --- |
| 2014 | Cole Whitt*           | 26  | Toyota     | DAY28  | PHO27 | LVS36 | BRI40 | CAL18 | MAR29 | TEX31  | DAR38 | RCH41  | TAL21  | KAN28 | CLT27  | DOV27 | POC30 | MCH28 | SON27 | KEN28 | DAY34 | NHA28 | IND32  | POC21 | GLN43 | MCH25 | BRI30  | ATL30 | RCH30 | CHI30 |       | DOV30 | KAN23 |       |       |       |       |       |       |        |     |
| 2015 | Jeb Burton            | 26  | Toyota     | DAYDNQ | ATL35 | LVS40 | PHO34 | CAL39 | MAR29 | TEXDNQ | BRI42 | RCHDNQ | TALDNQ | KAN42 | CLTDNQ | DOV30 | POC33 | MCH37 | SON32 | DAY36 | KEN41 | NHA41 | INDDNQ | POC35 | GLN39 | MCH33 | BRIDNQ |       |       |       |       |       |       |       |       |       |       |       |       |        |     |
| 2015 | J.J. Yeley            | 26  | Toyota     |        |       |       |       |       |       |        |       |        |        |       |        |       |       |       |       |       |       |       |        |       |       |       |        | DAR34 | RCH34 | CHI35 |       | DOV35 | CLT33 | KAN42 | TAL38 | MAR29 | TEX33 | PHO29 | HOM34 |        |     |
| 2015 | Josh Wise             | 26  | Toyota     |        |       |       |       |       |       |        |       |        |        |       |        |       |       |       |       |       |       |       |        |       |       |       |        |       |       |       | NHA31 |       |       |       |       |       |       |       |       |        |     |
| 2016 | Robert Richardson Jr. | 26  | Toyota     | DAY38  | ATL   | LVS   | PHO   | CAL   | MAR   | TEX    | BRI   | RCH    | TAL    | KAN   | DOV    | CLT   | POC   | MCH   | SON   | DAY   | KEN   | NHA   | IND    | POC   | GLN   | BRI   | MCH    | DAR   | RCH   | CHI   | NHA   | DOV   | CLT   | KAN   | TAL   | MAR   | TEX   | PHO   | HOM   | 46th   | 3   |

- Las primeras 8 entradas de Cole Whitt fueron enviadas por Swan Racing antes de que suspendieran las operaciones.

## Historia del auto N.º 83

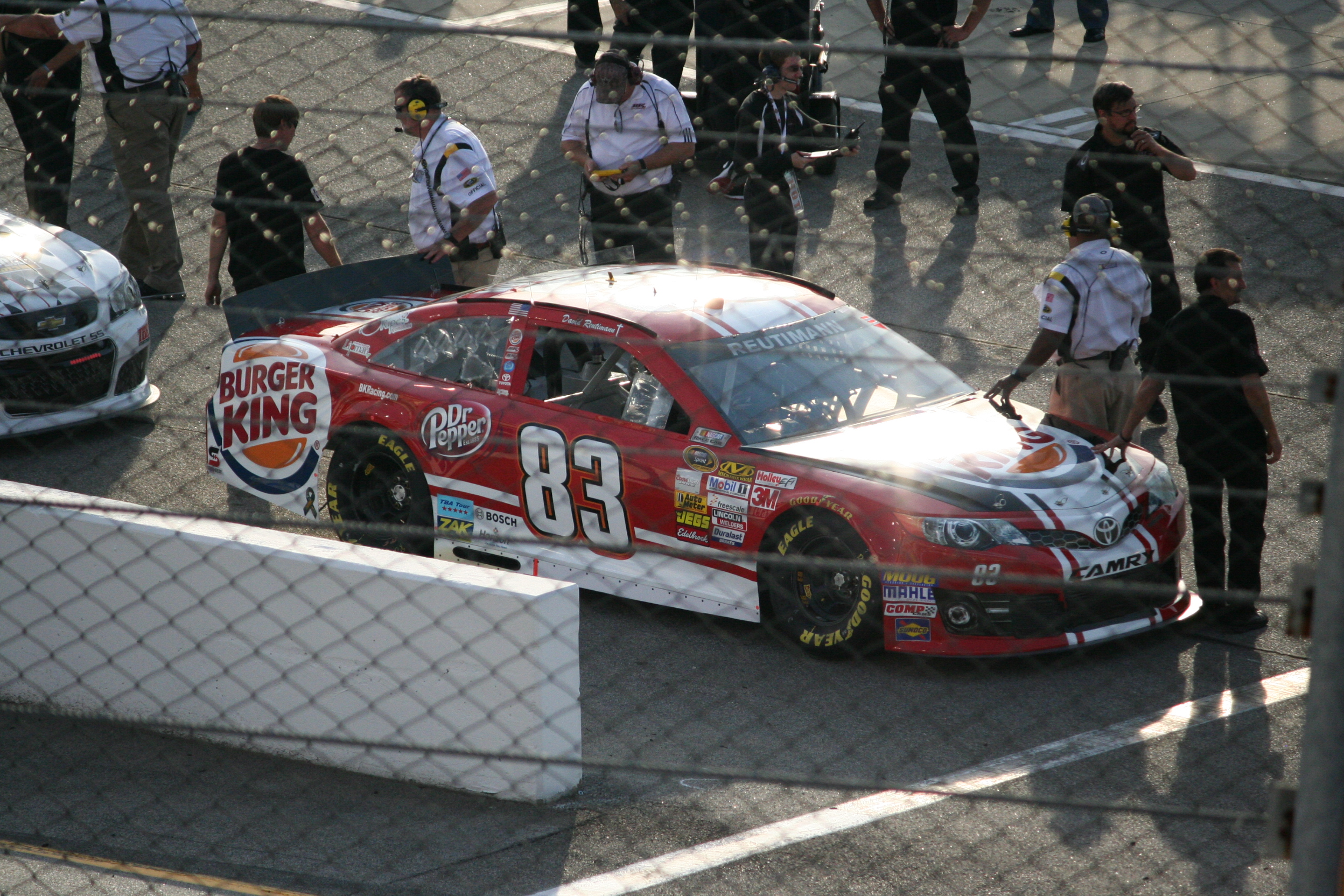
El N.º 83 conducido por David Reutimann en Richmond International Raceway en 2013

#### Landon Cassill (2012)
Después de pasar la mayor parte de la temporada 2011 conduciendo el auto 09/51 de Phoenix Racing , el expiloto de JR Motorsports y piloto de pruebas de Hendrick , Landon Cassill, fue contratado para conducir el auto 83 durante el resto de la temporada 2012.  Cassill condujo las 36 carreras en el número 83, terminando 31.º en la clasificación de pilotos mientras que el equipo terminó 32º en los puntos de propietarios. Cassill tuvo 14 finales del puesto 25 o mejor, incluido un mejor resultado del 18 en tres ocasiones.  Uno de estos puestos 18 llegó en Kansas Speedway en octubre, cuando Cassill estuvo involucrado en varios incidentes con el entonces piloto de la Copa Danica Patrick, lo que finalmente llevó a Patrick a intentar destruir a Cassill, aunque ella misma terminó sufriendo graves daños.
Cassill dejó el equipo en enero de 2013 después de que no se pudo lograr un nuevo acuerdo para la próxima temporada.  Cassill luego demandó al equipo y al dueño principal Ron Devine por ganancias no pagadas y un salario de más de $ 205,000, además de la afirmación de Cassill de que estaba mal informado sobre su situación laboral con el equipo hasta el 16 de enero de ese año. Mientras tanto, el propietario Devine declaró que las demandas de Cassill de ser el piloto número uno del equipo hicieron que las negociaciones del contrato se estropearan, mientras que sus compañeros de equipo Travis Kvapil y David Reutimann estaban contentos con compartir dos viajes entre tres pilotos. Cassill finalmente firmó con Hillman-Circle Sport LLC para ser su conductor principal.

#### David Reutimann (2013)
Para 2013, David Reutimann, quien había conducido el número 73 para BK Racing en carreras selectas durante la temporada 2012 (cuando Danica Patrick conducía el 10 ), reemplazó a Cassill en el número 83 rojo para la temporada 2013 con Pat Tryson como piloto del equipo. jefe de equipo.  Los 83 cayeron al 36º lugar en los puntos de propietario,  mientras que Reutimann terminó 33º en puntos de piloto,  el piloto con el ranking más bajo en correr las 36 carreras. Reutimann y el equipo se separaron mutuamente después de la temporada. 

#### Ryan Truex (2014)
El subcampeón nacional de ROTY 2013 , Alex Bowman, probó el N.º 83 en las pruebas de Daytona en enero de 2014.  Bowman pasó al nuevo equipo 23, mientras que el expiloto de desarrollo de MWR y JGR Ryan Truex fue contratado para conducir el 83 durante el 2014 temporada y postularse como Novato del Año.  En enero, Borla Exhaust , con sede en California , firmó un patrocinio de cinco carreras, luciendo un esquema de pintura negro único con tubos de escape que emiten llamas que adornan los lados del automóvil.  Las llamas se mantuvieron incluso en carreras en las que el patrocinador habitual Burger King estaba en el coche. Parrilla y barbacoa VooDoo regresó al equipo para las carreras de primavera en Richmond y Talladega. La temporada de novato de Truex fue una lucha, ya que se perdió tres carreras, incluida la Daytona 500, y se vio empañada por choques y fallas mecánicas que lo llevaron a 8 abandonos.  Al correr, el 83 era a menudo el más lento de los tres coches BK, con un promedio de llegada de 36,3.  El punto culminante de su temporada fue en Richmond, donde la calificación fue cancelada y Truex comenzó octavo en base a las velocidades de práctica, aunque terminaría 31 °. Truex fue trasladado al hospital después de un duro accidente de práctica en Míchigan en agosto. JJ Yeley reemplazó a Truex en la carrera, terminando 30.º. En New Hampshire en septiembre, Truex participó en la carrera, pero fue retirado del auto el viernes anterior a la carrera, y el equipo no citó una razón para el cambio de piloto. El expiloto de BK, Travis Kvapil, programado para conducir el N.º 93, fue trasladado al 83 para la carrera. Antes de la carrera de Dover el fin de semana siguiente, surgieron varios informes de que Truex había sido despedido del viaje después de que su nombre se dejara una vez más fuera de la lista de inscritos, y Truex finalmente se separó del equipo. Chatter desde dentro del equipo declaró que Truex estaba dando comentarios insatisfactorios al equipo, mientras que Nick DeGroot de Motorsport.com tuiteó que el equipo le debía a Truex "una buena cantidad de dinero".
El propietario, Ron Devine, declaró que la liberación de Truex fue un intento de "poner un poco más de antigüedad en el auto",  con Kvapil corriendo el 83 nuevamente en Dover. Yeley dio un paso atrás al comenzar en Kansas, corriendo el resto de la temporada en el 83. En octubre, DipYourCar.com, un minorista de productos de acabado automotriz Plasti Dip , firmó para patrocinar los autos 23 y 83 en Martinsville y Homestead. Los dos coches promoverían la película Dumb and Dumber To en Phoenix en noviembre; El automóvil 83 de Yeley presentaba la cara del personaje de Harry Dunne de Jeff Daniels , y Yeley lucía un traje de protección contra incendios simulado como un traje de vestir azul claro . El 83 terminaría la temporada en el puesto 41 en puntos de propietario, el más bajo entre los autos que intentaron todas las carreras en 2014. La temporada parcial de Truex resultó en un puesto de piloto en el puesto 39.

#### Matt DiBenedetto (2015-2016)

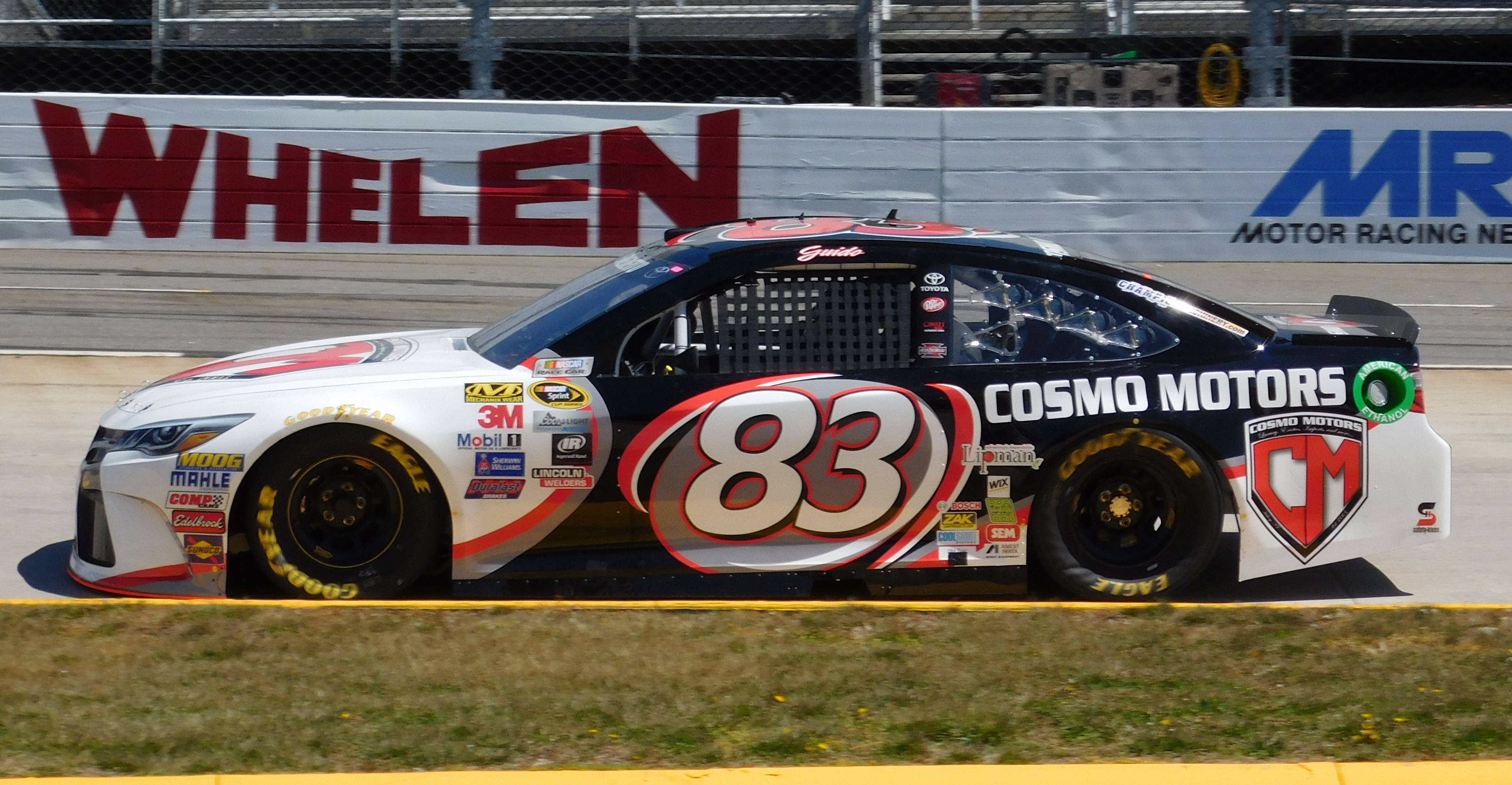
Matt DiBenedetto en el N.º 83 en Martinsville Speedway en 2016.

En febrero de 2015, el equipo anunció que el piloto de la Camping World Truck Series, Johnny Sauter, intentaría las 500 Millas de Daytona en el coche, con Doug Richert como jefe de equipo.  Más tarde se reveló que Sauter correría un número selecto de carreras que no interfieren con su horario de camiones. El expiloto de desarrollo de Joe Gibbs Racing , Matt DiBenedetto, firmó para conducir el auto desde Atlanta .  Dustless Blasting, que patrocinó el coche 23 en dos carreras en 2014, regresaría para las cuatro carreras con placas restrictivas, incluida la Daytona 500, así como las carreras de primavera de Bristol y Charlotte. DiBenedetto falló sus dos primeros intentos en Atlanta y Las Vegas, haciendo su debut en la serie en Phoenix terminando 35º. DiBenedetto corrió sólido en Bristol en abril, clasificando 22º y finalizando 21º.  final, Sauter no regresó al equipo; DiBenedetto luego se postularía para la contienda de Novato del Año y corrió en el auto todas las semanas desde Atlanta a Homestead. En 33 largadas, tuvo un promedio de llegada 32º,  terminando 35º en puntos de pilotos  y segundo detrás de Brett Moffitt como Novato del Año .  El N.º 83 se recuperó hasta el 37 en los puntos de propietario.
DiBenedetto regresó a BK Racing a tiempo completo en 2016 con el regreso de los patrocinadores Dustless Blasting y Cosmo Motors. Para las 500 Millas de Daytona, Michael Waltrip condujo el coche con el patrocinio de Maxwell House. DiBenedetto anotó el mejor resultado del equipo hasta la fecha en el Bristol Motor Speedway en abril, terminando sexto; el final fue el primer top ten de BK desde el octavo puesto de Kvapil en la Good Sam Roadside Assistance 500 del 2012 en Talladega. Para la siguiente carrera en Richmond, DiBenedetto adquirió el patrocinio de E. J. Wade Construction. Dylan Lupton condujo el N.º 83 en la carrera de otoño de Richmond, mientras que Jeffrey Earnhardt condujo en la carrera de otoño de Talladega con el patrocinio de Starter Clothing Line. Earnhardt condujo el auto contra la AAA Texas 500 en lugar de DiBenedetto, quien sufrió una conmoción cerebral en la carrera de la Serie Xfinity del día anterior. DiBenedetto se separó de BK Racing después de la temporada 2016.

#### Corey Lajoie (2017)
Corey LaJoie se unió al equipo a fines de enero para ejecutar un horario de medio tiempo. Gray Gaulding conducirá el auto en al menos dos carreras, cuando Joey Gase ocupa su paseo habitual en el N.º 23. Ryan Sieg se unió al equipo en Dover International Speedway para intentar su debut en la Copa. Terminó 26º. El equipo N.º 83 se saltó Sonoma y planeaba regresar en Daytona. Sieg hizo otra salida con ellos en el 83 y durante las siguientes tres carreras (cuatro hasta que se retiraron en Indy). Stephen Leicht condujo el auto en la segunda carrera de Pocono. Joey Gase condujo el auto en la carrera final en Miami.

## Historia del auto N.º 93
El actual equipo N.º 93 comenzó como el tercer auto de BK, una entrada a tiempo parcial numerada 73. En las Bojangles Southern 500 del 2012, David Reutimann condujo el auto N.º 93 con su paseo regular en Tommy Baldwin Racing siendo ocupado por Danica Patrick. El equipo envió el auto N.º 73 adicional para el piloto de tiempo completo Travis Kvapil, clasificando 33º y terminando 32º. El 21 de mayo de 2012, BK Racing anunció que correrían a Reutimann en el N.º 73 en las ocho carreras restantes que no estaba programado para conducir el N.º 10 para TBR, comenzando en la Coca-Cola 600 en Charlotte. El N.º 73, sin embargo, no logró llegar al 600. Reutimann luego decidió tomarse más fines de semana libres porque no conducía para Tommy Baldwin, y el N.º 73 no se usó durante el resto del año.
- Datos: Q4835815
- Multimedia: BK Racing / Q4835815